# OB-buss

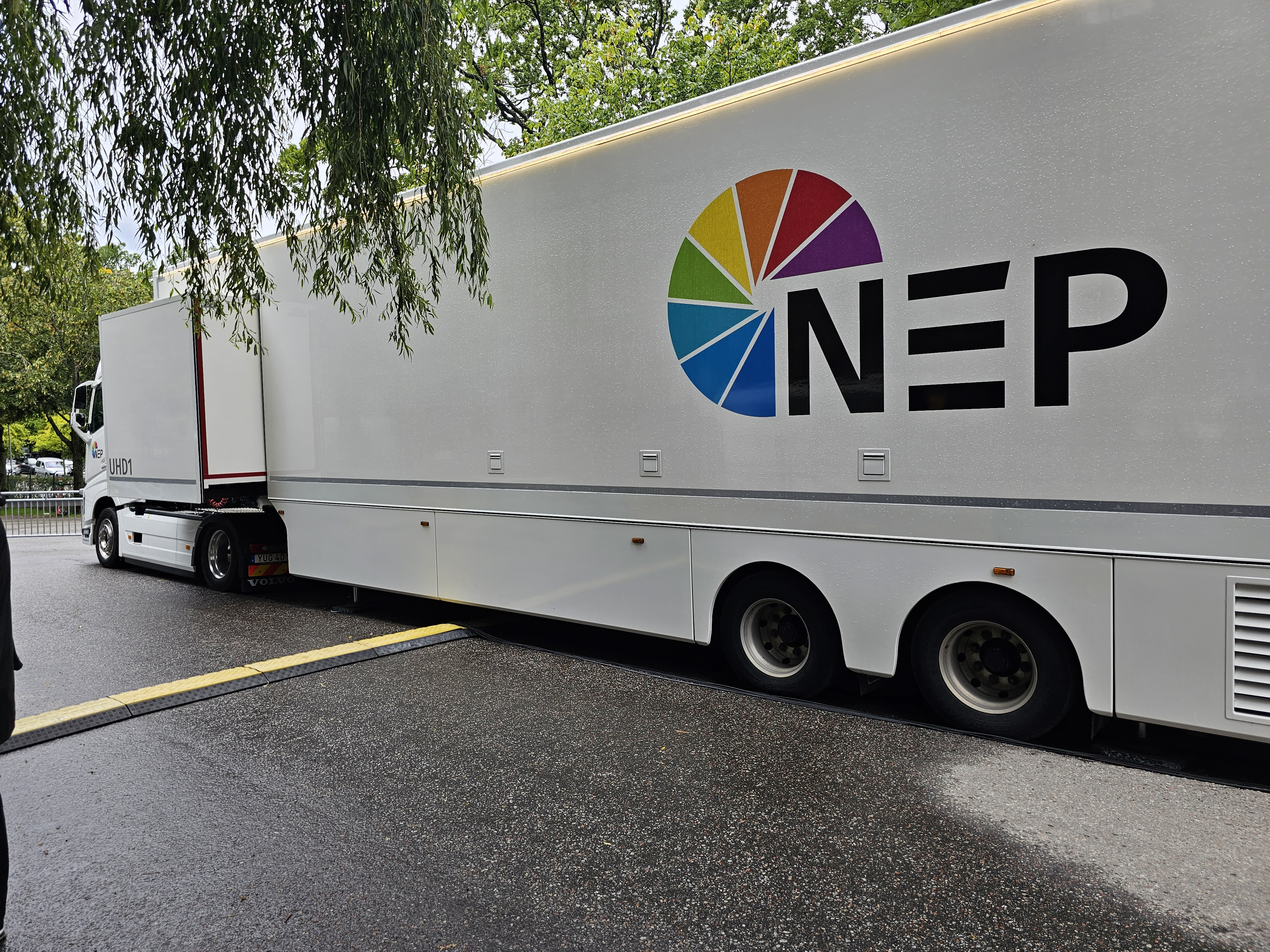
En OB-buss utanför Finnkampen 2023

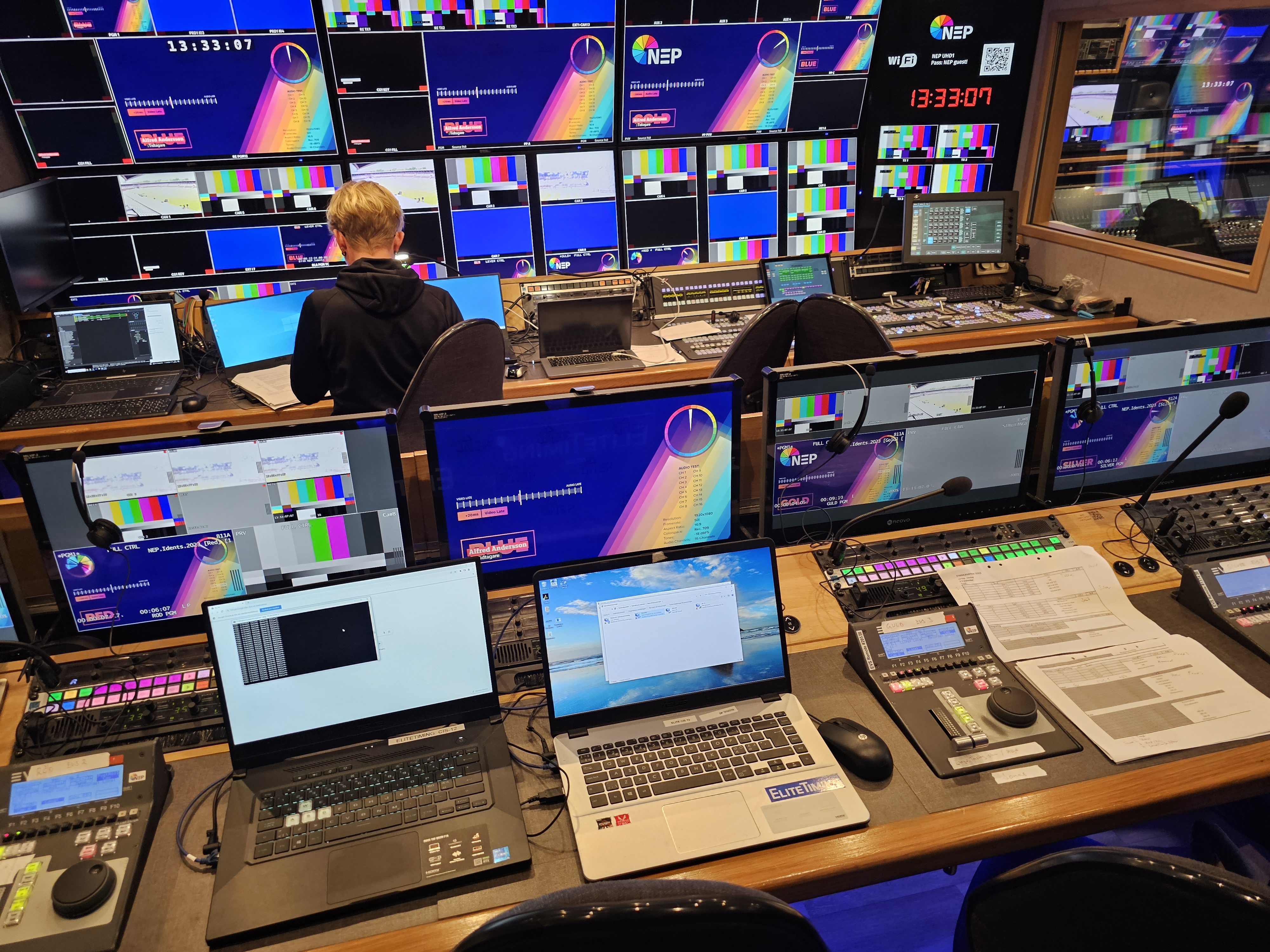
Kontrollrummet i en svensk OB-buss

En OB-buss (Outside Broadcasting) är ett större fordon, varifrån man kan sända radio eller TV från en plats utanför en studio. Det kan vara från sportevenemang, festivaler, nyhetshändelser, etc.
En OB-buss innehåller vanligtvis sändare, redigeringsutrustning till exempel mixerbord, samt ev. mottagare för att kunna sända ifrån området runt OB-bussen. Bussen får sin el antingen från egna batterier som omformas till nätspänning i bussen (vanligt vid snabba reportage till exempel vid distanssporter), eller vid mer stationära evenemang via matning från strömuttag i närheten.
Vanligtvis sänder man via en antenn som är monterad på en teleskopmast på taket på bussen, men om täckningen är god kan man också sända via mindre antenner, mobilnätet eller via datanätverk.
Större radio- och TV-stationer använder specialbyggda lastbilar med hela redigeringsrum eller t.o.m. intervjustudior, medan det hos mindre radiostationer kan räcka med utrustning som placeras i passagerarsätet på en vanlig bil för att kunna sända samtidigt som man kör.

## Galleri

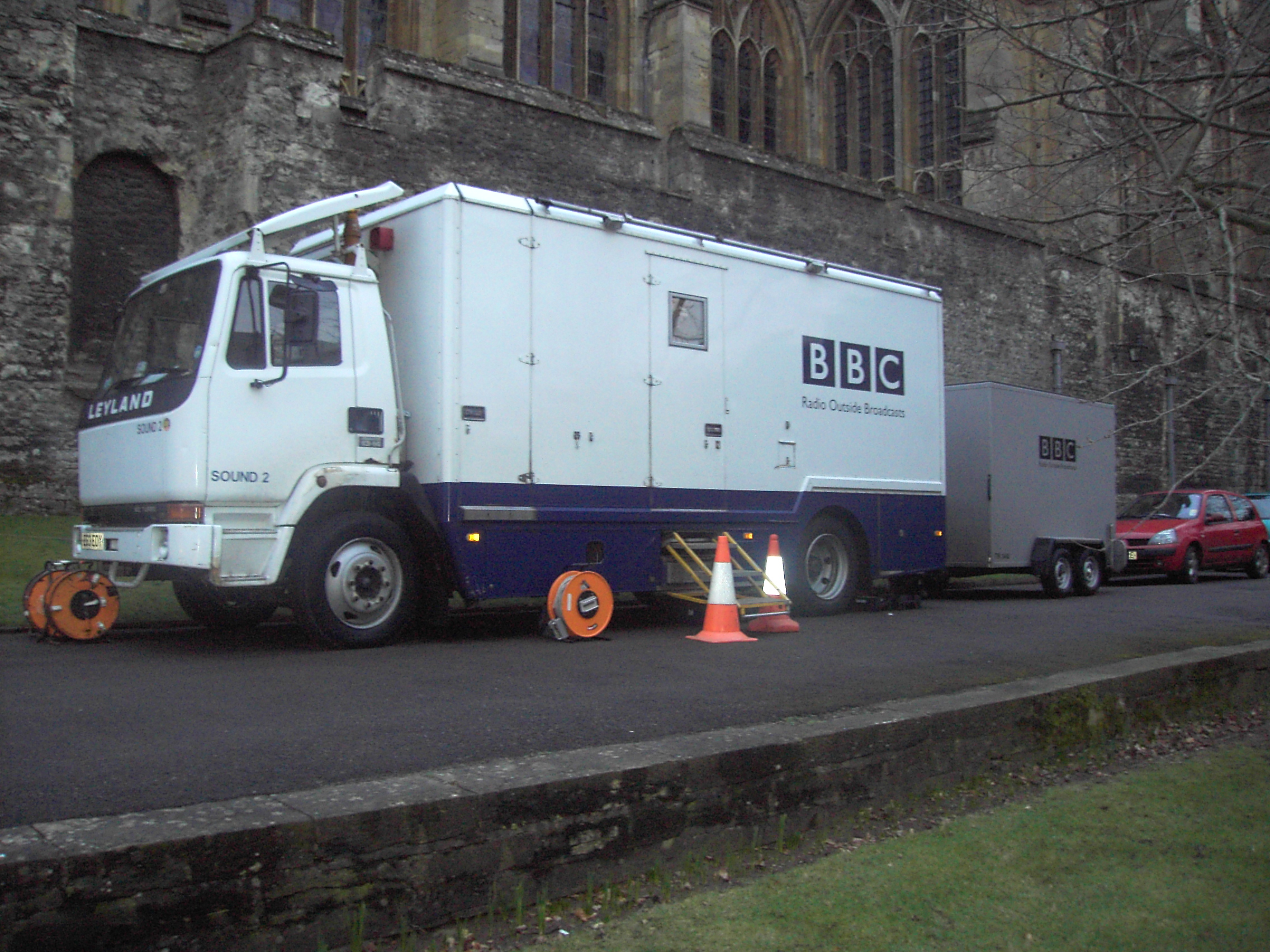
En OB-buss för ljud tillhörig BBC.
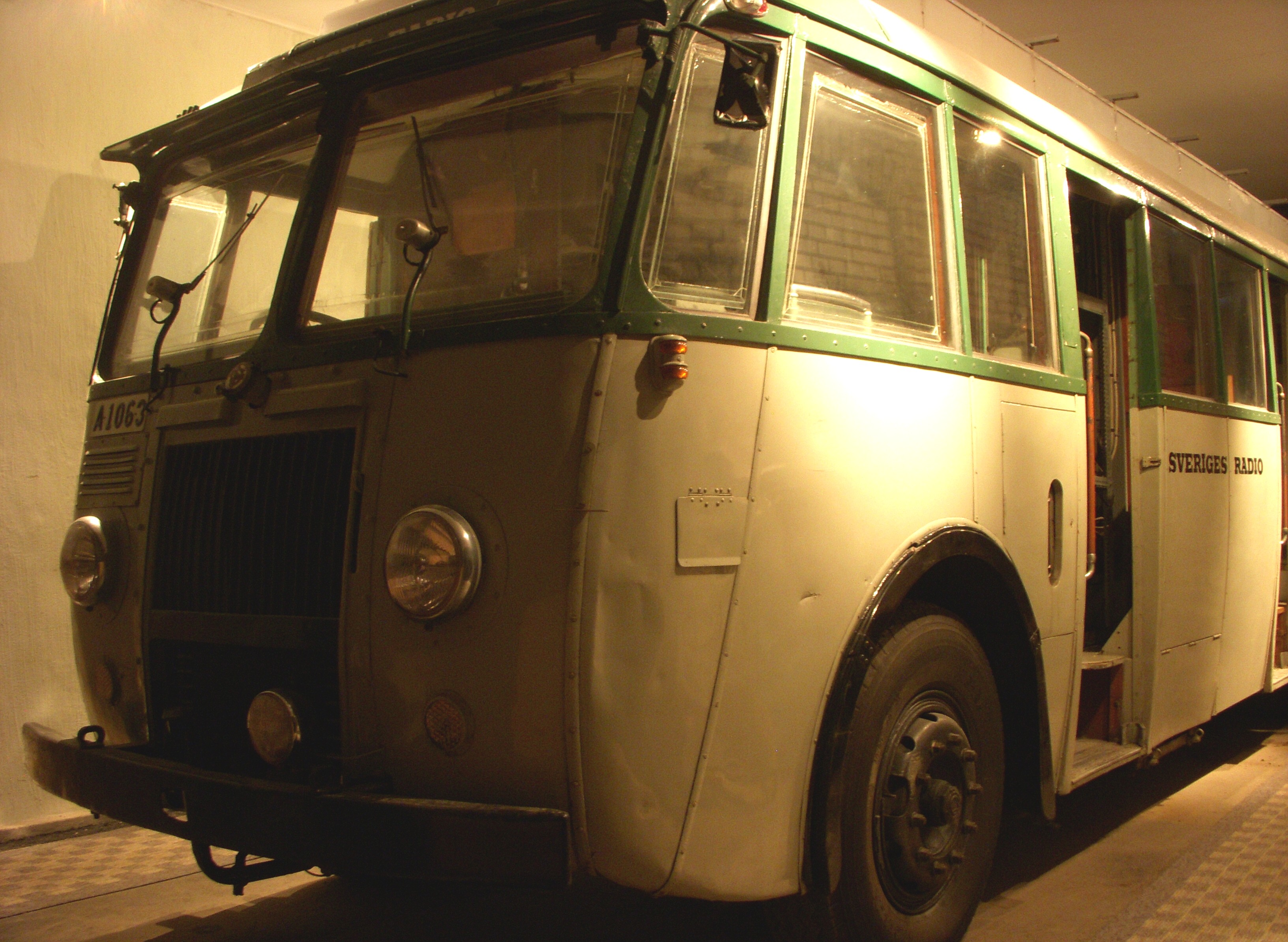
Sveriges Radios första inspelningsbuss på Biografmuseet, Säter
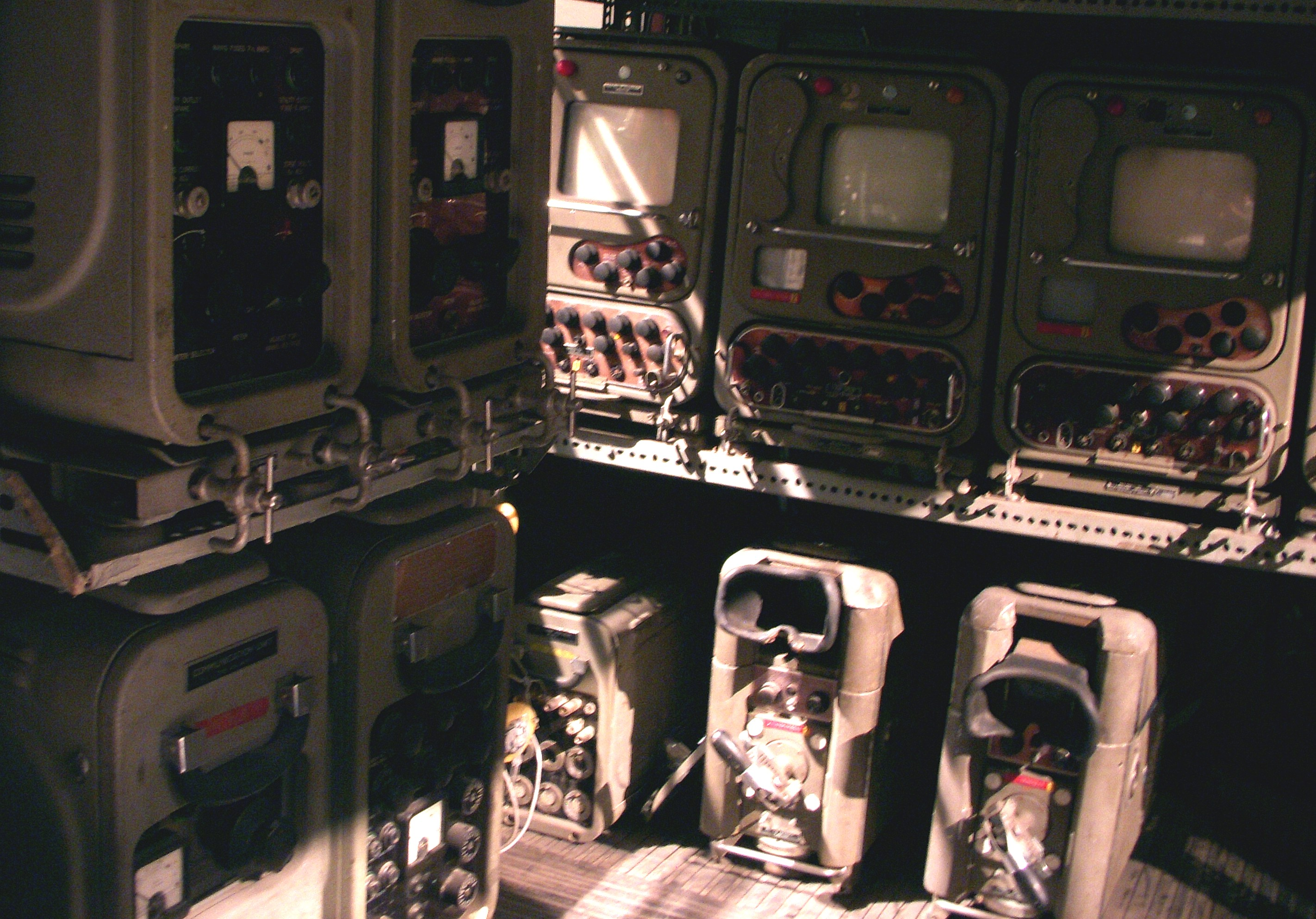
Kontrollrummet i Sveriges Radios första inspelningsbuss
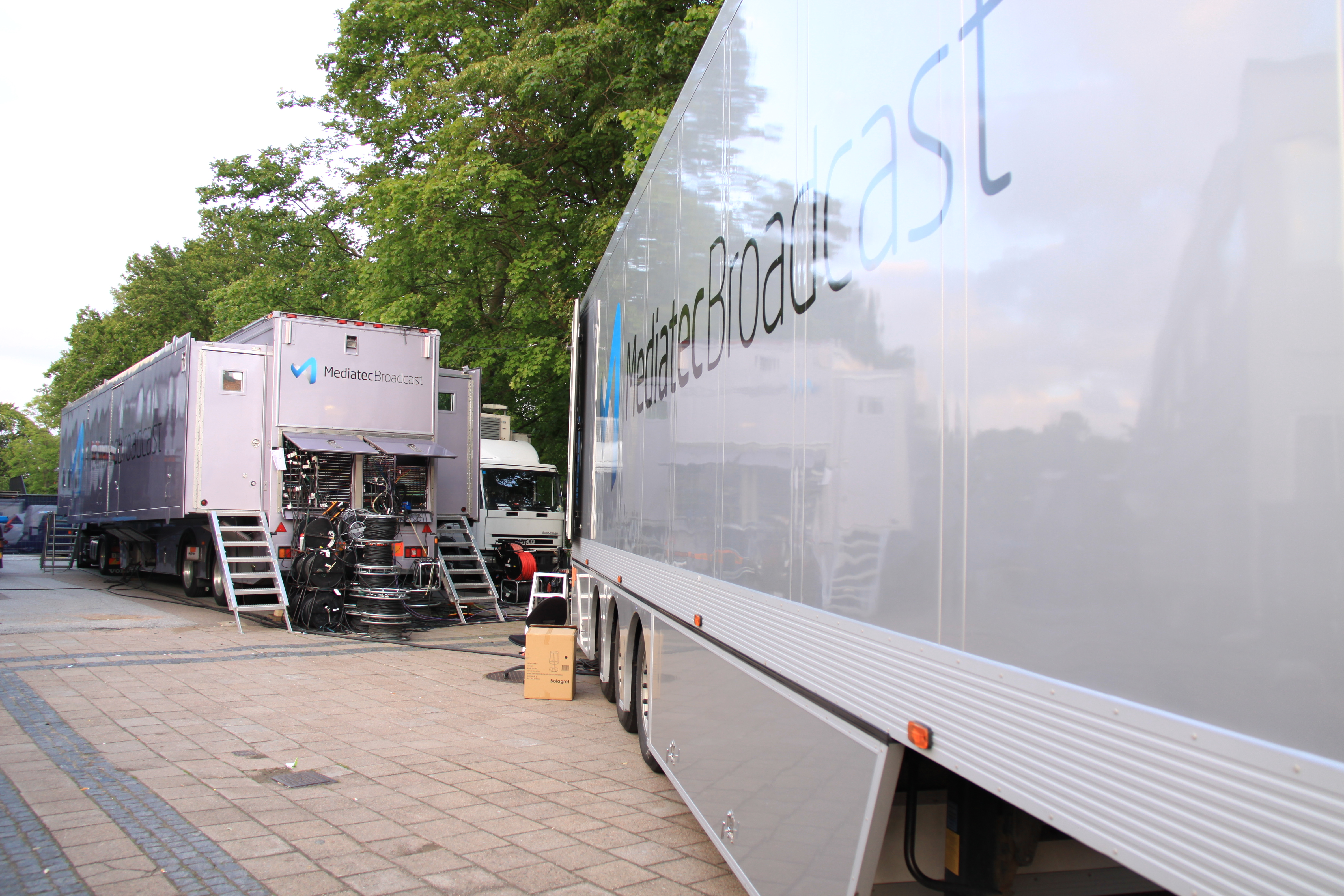
En OB-trailer för större ljud- och bildproduktioner
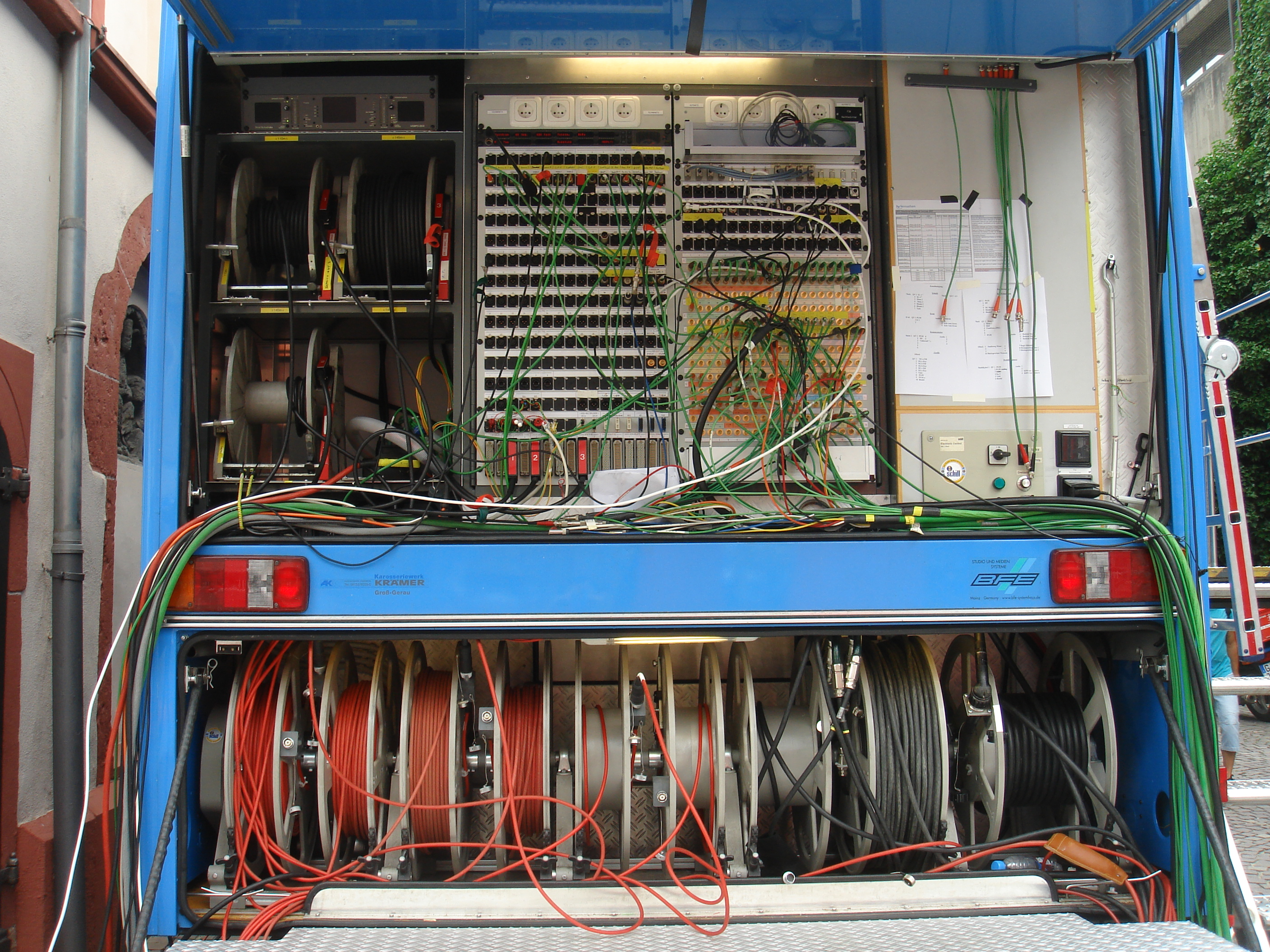
Kabelintaget på en tysk OB-buss
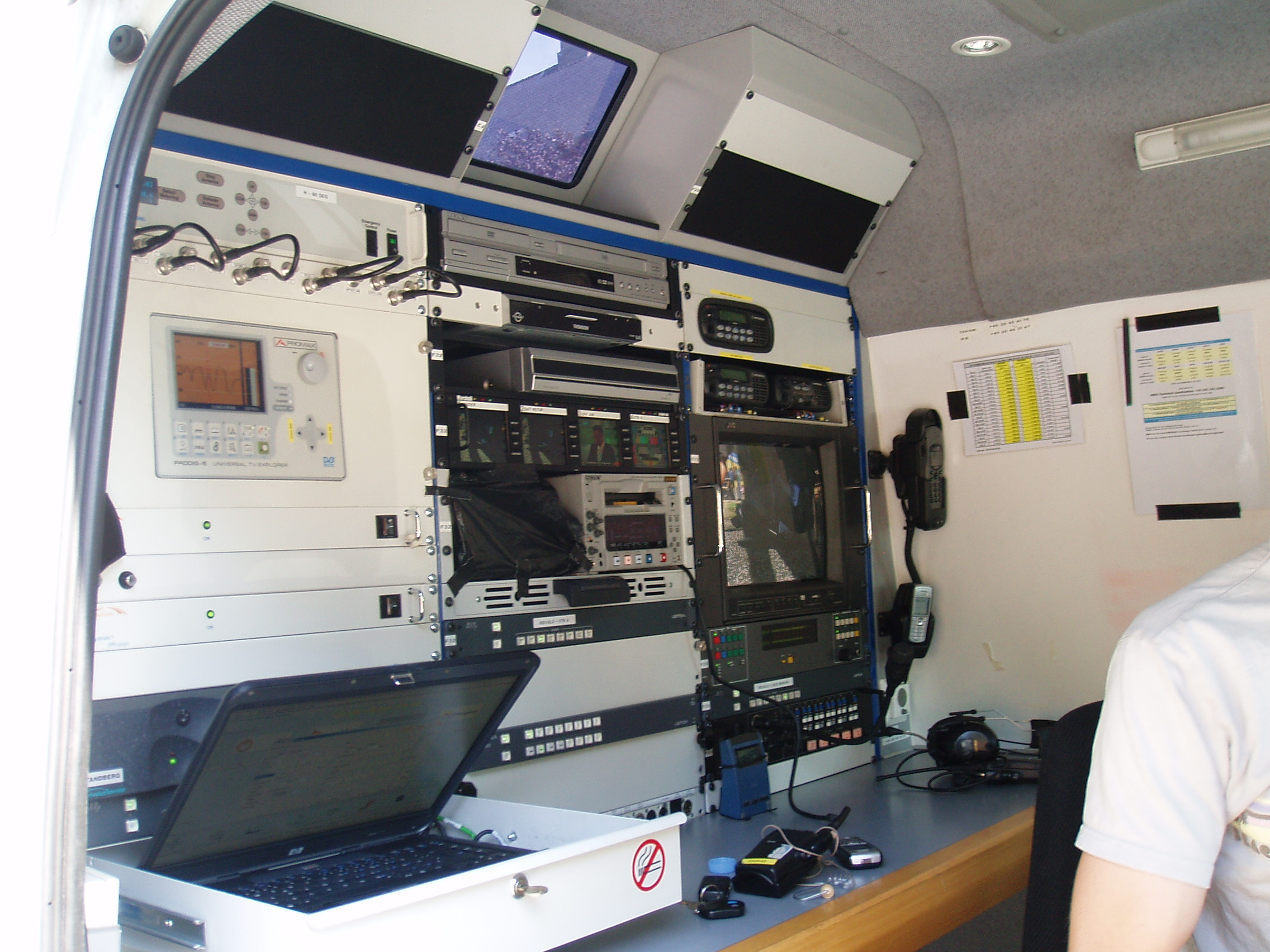
Kontrollrummet i en dansk OB-buss för nyhetsinslag